# Pullimosina ryukyuensis
Pullimosina ryukyuensis är en tvåvingeart som beskrevs av Hayashi 2006. Pullimosina ryukyuensis ingår i släktet Pullimosina och familjen hoppflugor. Inga underarter finns listade i Catalogue of Life.